# Танкісти (фільм)
«Танкісти» (рос. Танкисты) — радянський пропагандистський чорно-білий художній фільм 1939 року, знятий режисерами Зиновієм Драпкіним та Робертом Майманом на кіностудії «Ленфільм».

## Сюжет
Фільм є псевдо-військовою пропагандистською кінокартиною, яка демонструє можливості радянських танків і бронечастин, в якій розглядається легкий і переможний сценарій можливої війни проти ймовірного противника. За наказом якогось «верховного правителя» німецький генерал Бюллер планує операцію, в ході якої німці повинні перейти кордон, раптовим ударом захопити велику ділянку радянської території і знищити місто Красноармійськ. Однак радянські танки порушують ці плани, форсувавши річку через непрохідний обрив і змусивши німців до капітуляції.

## У ролях
- Григорій Горбунов — Микита Андрійович Смирнов, командувач дивізією
- Михайло Вольський — комісар Ткаченко
- Олександр Кулаков — лейтенант Логінов, танкіст, командир танкового взводу
- Володимир Чобур — Мельников, танкіст, механік-водій з екіпажу Логінова
- Іван Кузнецов — Карасьов, танкіст
- Ілля Орлов — генерал фон Бюллер, командувач армією вторгнення
- Василь Меркур'єв — фон Гартен, полковник, начальник німецького штабу
- Дмитро Дудников — уповноважений Верховного правителя
- Степан Крилов — радист в штабі дивізії
- Тимофій Ремізов — Романенко, командир танка
- Ганна Заржицька — мати з дитиною
- Сергій Карнович-Валуа — ворожий генерал
- Леонід Кміт — танкіст
- Борис Шліхтінг — офіцер зв'язку
- Георгій Осипенко — ворожий кулеметник

## Знімальна група
- Режисери — Зиновій Драпкін, Роберт Майман
- Сценаристи — Зиновій Драпкін, Роберт Майман, Георгій Сильверстов
- Оператори — Олександр Сігаєв, Моїсей Магід
- Композитори — Данило Покрасс, Дмитро Покрасс
- Художники — Петро Якимов, Дмитро Рудой